# Wibert z Gembloux
Wibert z Gembloux lub Wibert z Gorze, również Gwibert lub Guibert, fr, Guibert de Gembloux (ur. przed 900 w Austrazji na terenach dzisiejszej Belgii, zm. 23 maja 962 w Gorze w Lotaryngii) – mnich, założyciel benedyktyńskiego opactwa w Gembloux, święty Kościoła katolickiego.
Był synem Lietolda i Osburgi spokrewnionych z władcami Austrazji. Kształcił się  na dworach Henryka I i Ottona I. Po śmierci ojca sprzedał majątek i około 922 lub 940 roku ufundował opactwo w Gembloux poświęcając się służbie Chrystusowi. Do nowego klasztoru sprowadził mnichów z Gorze k. Metzu oraz relikwie św. Eksuperiusza, żołnierza i męczennika z Legii Tebańskiej. Klasztor zyskał wezwanie św. Piotra i św. Eksuperiusza, a sam św. Wibert wycofał się do Gorze.
W opactwie powstał poemat opisujący męczeństwo Legii Tebańskiej, którego autorem był jeden z mnichów. 
Święty Wibert zmarł w opactwie Gorze, ale na żądanie mnichów jego ciało zostało przeniesione do Gembloux. 
Kult św. Wiberta zapoczątkował mnich i kronikarz z Gembloux Sigibert (+1112), autor żywota świętego, według którego uroczysta elewacja oraz deklaracja (współczesna kanonizacja) miały miejsce po obradach synodalnych w 1110 roku. W nowym Martyrologium Rzymskim wspomnienie świętego umieszczono w Dies natalis (z łac. - dzień narodzenia do życia wiecznego).
Od imienia świętego pochodzi nazwa belgijskiego miasta Mont-Saint-Guibert.
Jego wspomnienie liturgiczne obchodzone jest za Martyrologium Rzymskim w dzienną pamiątkę śmierci.
Nie należy mylić go z późniejszym opatem Gembloux, literatem oraz hagiografem (fr. Guibert-Martin de Gembloux), żyjącym w latach 1124-1213 i korespondującym ze św. Hildegardą z Bingen.